# Các cộng đồng châu Âu
Các cộng đồng châu Âu (tiếng Anh: European Communities, tiếng Pháp: Communautés européennes) là tên gọi các tổ chức quốc tế, có đặc điểm là có các thể chế chung. Các cộng đồng châu Âu gồm có: 
- Cộng đồng Than Thép châu Âu (giải thể năm 2002).[1]
- Cộng đồng Kinh tế châu Âu (năm 1992 thay bằng Cộng đồng châu Âu)
- Cộng đồng Năng lượng nguyên tử châu Âu.

Ba Cộng đồng trên đã hợp nhất, bởi Hiệp ước Hợp nhất ký kết ngày 8.4.1965 (cũng gọi là Hiệp ước Bruxelles).
Hiện nay, Các cộng đồng châu Âu làm thành một trong 3 trụ cột của Liên minh châu Âu. Hai trụ cột kia là Chính sách đối ngoại và An ninh chung (Common Foreign and Security Policy) và Hợp tác Tư pháp và Cảnh sát về vấn đề Tội phạm (Police and Judicial Co-operation in Criminal Matters).
Các cộng đồng châu Âu là thành viên của Tổ chức Hợp tác và Phát triển Kinh tế (OECD) và Tổ chức Thương mại Thế giới (WTO).
|                                                  |                                                         |                                 |                                                        |                        |                        |                       |
| 1951 có hiệu lực 1948                            | 1957 có hiệu lực 1958                                   | 1965 có hiệu lực 1967           | 1992 có hiệu lực 1993                                  | 1997 có hiệu lực 1999  | 2001 có hiệu lực 2003  | 2007 có hiệu lực 2009 |
| Cộng đồng Than Thép châu Âu (ECSC)               |                                                         |                                 |                                                        |                        |                        |                       |
|                                                  | Cộng đồng Kinh tế châu Âu (EEC)                         | Cộng đồng Kinh tế châu Âu (EEC) | Cộng đồng châu Âu (EC)                                 | Cộng đồng châu Âu (EC) | Cộng đồng châu Âu (EC) |                       |
|                                                  | ...Các Cộng đồng châu Âu: ECSC, EEC (EC, 1993), Euratom | Tư pháp & Nội vụ                |                                                        |                        |                        |                       |
| Hợp tác tư pháp và cảnh sát về tội phạm (PJCC)   | ...Các Cộng đồng châu Âu: ECSC, EEC (EC, 1993), Euratom | Tư pháp & Nội vụ                |                                                        |                        |                        |                       |
| Chính sách an ninh và đối ngoại chung (CFSP)     | ...Các Cộng đồng châu Âu: ECSC, EEC (EC, 1993), Euratom |                                 |                                                        |                        |                        |                       |
| LIÊN MINH CHÂU ÂU(EU)                            | ...Các Cộng đồng châu Âu: ECSC, EEC (EC, 1993), Euratom |                                 |                                                        |                        |                        |                       |
| Cộng đồng Năng lượng nguyên tử châu Âu (Euratom) |                                                         |                                 |                                                        |                        |                        |                       |
| Hiệp ước Paris                                   | Hiệp ước Roma                                           | Hiệp ước Sáp nhập               | Hiệp ước Maastricht                                    | Hiệp ước Amsterdam     | Hiệp ước Nice          | Hiệp ước Lisbon       |
| Hiệp ước Paris                                   | Hiệp ước Roma                                           | Hiệp ước Sáp nhập               | "Ba trụ cột" - ECS (ECSC, EEC/EC, Euratom), CFSP, PJCC |                        |                        | Hiệp ước Lisbon       |